# Basaula Lemba
Basaula Lemba (Léopoldville, Congo-Kinshasa, 3 de marzo de 1965) es un exfutbolista de la República Democrática del Congo que jugaba en la posición de centrocampista.

## Carrera

### Club
| Periodo   | Club               |
| --------- | ------------------ |
| 1985–1986 | AS Vita Club       |
| 1986–1987 | Vitória Guimarães  |
| 1987–1988 | O Elvas CAD        |
| 1988–1990 | CF Estrela Amadora |
| 1990–1994 | Vitória Guimarães  |
| 1995      | CF Os Belenenses   |
| 1995–1996 | FC Tirsense        |
| 1996–1997 | Moreirense FC      |
| 1997–1999 | Vasco da Gama AC   |
| 1999–2000 | União Montemor     |

### Selección nacional
Jugó para Zaire en 10 ocasiones de 1988 a 1994 y anotó un gol; participó en tres ediciones de la Copa Africana de Naciones.